# Regla
Regla là một trong 15 đô thị của thành phố La Habana, Cuba.
Thị xã này là một trung tâm thương mại, công nghiệp với các ngành đóng tàu, nhà máy lọc dầu. Thị xã này có lịch sử thời thuộc địa phong phú, là quê hương của Chacón, Guaracheros de Regla và lễ hội truyền thống Virgen de Regla Santería. Thị xã được chính thức thành lập năm 1765. Đây đã là một trung tâm buôn lậu vào thế kỷ 19.
Thành phố kết nghĩa là Richmond, California.

## Dân số
Năm 2004, đô thị Regla có dân số 44.431. với tổng diện tích 9 km² (3,5 mi²), và mật độ dân số 4.936,8người/km² (12.786,3người/sq mi).
Regla được chia thành cá Barrios hay Colonias:
Reparto Modelo, La Colonia, La Loma and La Colina Lenin.